# 2011 au Yukon
Chronologie du Yukon
- 2007
- 2008
- 2009
- 2010
- 2011
- 2012
- 2013
- 2014
- 2015

Cette page concerne des événements d'actualité qui se sont produits durant l'année 2011 dans le territoire canadien du Yukon.

## Politique

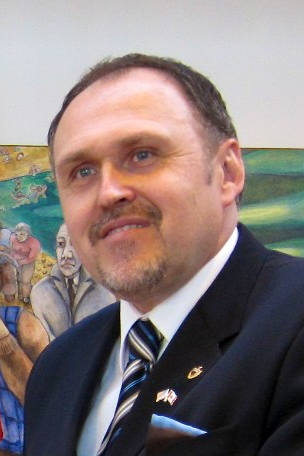
Darrell Pasloski

- Premier ministre : Dennis Fentie (jusqu'au 11 juin) puis Darrell Pasloski (Parti du Yukon)
- Chef de l'Opposition officielle : Elizabeth Hanson (NPD) (élue le 11 octobre face au sortant Arthur Mitchell (Parti libéral))
- Commissaire : Doug Phillips
- Législature : 32e (en) puis 33e

## Événements
- 28 février : Fondation du Parti vert du Yukon.

- 2 mai : le Parti conservateur de Stephen Harper obtient un gouvernement majoritaire à la suite de l'élection fédérale. Les résultats sont : 166 conservateurs, 103 néo-démocrates, 34 libéraux, 4 bloquistes et 1 vert. Dans la circonscription du territoire du Yukon, le conservateur Ryan Leef défait le libéral Larry Bagnell avec 33,77 % des voix contre 32,95 % à celui-ci. Les deux autres candidats sont : le vert John Streicker (en) avec 18,91 % des voix et le néo-démocrate Kevin Barr avec 14,37 % des voix.

- 9 mai : malgré son état de santé, Willard Phelps quitte ses fonctions du poste du chef du Parti de l'unité des citoyens du Yukon (en).

- 29 juin : après presque 2 ans comme député indépendant du Lac Laberge, Brad Cathers retourne au Parti du Yukon[1].

- 6 juillet : le député de Porter Creek Centre Archie Lang annonce son retrait de la vie politique.

- 27 juillet : la Cour suprême du Yukon reconnaît et accepte l'obligation d'offrir des services en français au Yukon[2].

- 6 septembre : Fondation du Parti des premières nations du Yukon (en).

- 19 septembre : Disparition du Parti de l'unité des citoyens du Yukon (en).

- 4 octobre : pour la première fois au Yukon, un débat électoral en français est organisé à l'École Émilie-Tremblay à Whitehorse. Environ 80 personnes y ont assisté ce qui fut un franc succès. Les quatre candidats, accompagnés de deux personnalités, qui débattent sont : les libéraux Cully Robinson de Whitehorse-Ouest et Latitia Scarr, un membre du parti; les néo-démocrates Louis R. Gagnon de Whitehorse-Ouest et Jean-François DesLauriers de Porter Creek Centre et Elaine Taylor de Whitehorse-Ouest et du membre Sandra Henderson du Parti du Yukon[3],[4].

- 11 octobre : le Parti du Yukon de Darrell Pasloski remporte l'élection générale avec 11 sièges que moins 10 de l'élection précédente avec 40,51 % du vote, il devient le premier parti politique qui remporte un troisième mandat majoritaire. Le NPD d'Elizabeth Hanson remporte six sièges qui le positionne comme Opposition officielle et le Parti libéral d'Arthur Mitchell se trouve de nouveau au troisième rang avec 2 sièges seulement, il n'est pas réélu dans sa circonscription de Copperbelt-Nord et annonce qu'il démissionne de ses fonctions de chef du parti. Le député libéral de Vuntut Gwitchin, Darius Elias, occupe l'intérim en attendant un nouveau chef.

- 5 décembre : le député territorial de Porter Creek Centre David Laxton devient le 9e président de l'Assemblée législative du Yukon.

## Décès
- 6 juillet : Steve Cardiff, député territoriale de Mount Lorne (2002-2011) (º 10 août 1957)
- 25 novembre : John Edzerza, député territoriale de McIntyre-Takhini (2002-2011) (º 14 août 1948)